# Інка Фрідріх
Інка Фрідріх (нар. 1 листопада 1965, Фрайбург, Німеччина) — німецька акторка театру та кіно.
Після навчання в Берлінському університеті мистецтв Фрідріх отримала нагороду у номінації «Срібний Х'юго» за найкращу жіночу роль, зігравши головну роль у фільмі «Літо в Берліні» 2005 року.

## Життєпис
Інка Фрідріх виросла з батьками та братом у південній Німеччині. Вона відвідувала середню школу та отримувала уроки акторської майстерності з 1984 по 1988 рік у HdK у Берліні. Після закінчення театральної школи її взяли на роботу до Театру Базеля, де вона мала свій перший великий успіх у ролі Кетхен фон Хейльбронн у постановці Чезаре Лієві. У 1990 році журнал Theater heute визнав її найкращою молодою актрисою року. З 1991 по 1998 рік Інка знову працювала у Deutsches Schauspielhaus у Гамбурзі. З 1998 року вона працює як актриса-фрілансер, зокрема, в Schauspielhaus Zurich та Burgtheater у Відні. Вона мала великий успіх у Schaubühne am Lehniner Platz у Берліні в ролі Соні у п'єсі «Дяді Вані» режисера Андреа Брет. Вона також виходила на сцену в Німецькому театрі в Берліні в ролі Кароліни в «Казимир і Кароліна» Одона фон Горвата в постановці Андреаса Дрезена.

## Вибрана фільмографія
| рік      | Назва                                              | Роль   | Примітки  |
| -------- | -------------------------------------------------- | ------ | --------- |
| 2005 рік | Літо в Берліні                                     |        |           |
| 2008 рік | Рік тому взимку                                    |        |           |
| 2010 рік | Неодружений за контрактом                          |        |           |
| 2011 рік | Жінки… на шляху святого Якова до справжньої дружби | Джудіт | телефільм |
| 2015 рік | Нетерміновий радар                                 |        |           |
| 2016 рік | Центр мого світу                                   | Тереза |           |

## Примітка
1. 1 2  Deutsche Nationalbibliothek Record #13583936X // Gemeinsame Normdatei — 2012—2016.
2. ↑  Filmportal.de — 2005.
3. ↑  https://www.deutsche-filmakademie.de/mitglieder/671/
4. ↑  Starporträts. rtv (German) . 21 жовтня 2010. Архів оригіналу за 25 лютого 2010. Процитовано 29 жовтня 2010. [Архівовано 2011-04-24 у Wayback Machine.]
5. ↑  Inka Friedrich. Vollfilm (German) . Процитовано 25 липня 2010.
6. ↑  mdr.de. MDR KULTUR Café mit Inka Friedrich | MDR.DE. www.mdr.de (нім.). Процитовано 26 вересня 2022.
7. ↑  Inka Friedrich, Schauspielerin, Berlin. Crew United (нім.). Процитовано 26 вересня 2022.